# Mickaël Madar
Mickaël Madar (Parijs, 8 mei 1968) is een Frans voormalig voetballer die als spits speelde.

## Spelerscarrière
Madar begon zijn carrière bij FC Sochaux. Na één jaar op huurbasis bij Stade Lavallois keerde hij in 1990 terug bij Sochaux.
In 1992 tekende hij bij AS Cannes en twee jaar later vertrok hij naar AS Monaco.
In 1996 begon hij aan zijn eerste buitenlandse avontuur  bij het Spaanse Deportivo La Coruña. Het jaarop vertrok hij naar Engeland waar hij bij Everton ging spelen.
In 1998 keerde Madar terug naar Frankrijk bij Paris Saint-Germain. Hij sloot zijn carrière af in 2002 bij US Créteil.

## Internationale carrière
Madar speelde drie interlands voor Frankrijk. Zijn enige doelpunt maakte hij op 5 juni 1996 in een vriendschappelijke wedstrijd tegen Armenië. Hij maakte deel uit van de selectie voor het EK 1996.

## Carrière na het voetbal
Na zijn voetbalcarrière werkte Madar als analist voor de Franse tv-zender Canal +. Hij heeft ook een dameskledingwinkel.
In het seizoen 2015-2016 was hij de trainer van AS Cannes.

## Persoonlijk
Madar is Joods.
1 Lama ·
2 Angloma ·
3 Di Meco ·
4 Lebœuf ·
5 Blanc ·
6 Guérin ·
7 Deschamps  ·
8 Desailly ·
9 Djorkaeff ·
10 Zidane ·
11 Loko ·
12 Lizarazu ·
13 Dugarry ·
14 Lamouchi ·
15 Thuram ·
16 Barthez ·
17 Madar ·
18 Pedros ·
19 Karembeu ·
20 Roche ·
21 Martins ·
22 Martini ·
Coach: Jacquet